# Ziębrze
Ziębrze [ˈʑɛmbʐɛ] (tiếng Đức: Leinbach)  là một ngôi làng thuộc khu hành chính của Gmina Będzino, thuộc quận Koszalin, West Pomeranian Voivodeship, ở phía tây bắc Ba Lan. Nó nằm khoảng 3 kilômét (2 mi) phía đông nam Będzino, 12 km (7 mi) phía tây Koszalin, và 127 km (79 mi) về phía đông bắc của thủ đô khu vực Szczecin.